# Ligne Tagawa
La ligne Tagawa (田川線, Tagawa-sen) est une ligne ferroviaire exploitée par la compagnie privée Heisei Chikuho Railway (Heichiku) dans la préfecture de Fukuoka au Japon. Elle relie la gare de Yukuhashi à Yukuhashi à la gare de Tagawa-Ita à Tagawa.

## Histoire
La ligne est ouverte le 15 août 1895 et nationalisée en 1907. Elle est transférée par la JR Kyushu à Heisei Chikuho Railway le 1er octobre 1989.

## Caractéristiques

### Ligne
- Longueur : 26,3 km
- Ecartement : 1 067 mm
- Nombre de voies : Voie unique

### Interconnexion
A Tagawa-Ita, certains trains continuent sur la ligne Ita.

### Liste des gares
La ligne comporte 17 gares.
| Numéro | Gare                     | Nom japonais   | Distance (km) | Correspondances                                         | Localisation |
| ------ | ------------------------ | -------------- | ------------- | ------------------------------------------------------- | ------------ |
| HC31   | Yukuhashi                | 行橋           | 0             | JR Kyushu : Nippō                                       | Yukuhashi    |
| HC30   | Reiwa Costa Yukuhashi    | 令和コスタ行橋 | 1,3           |                                                         | Yukuhashi    |
| HC29   | Miyakoizumi              | 美夜古泉       | 2,3           |                                                         | Yukuhashi    |
| HC28   | Imagawa-Kappa            | 今川河童       | 3,0           |                                                         | Yukuhashi    |
| HC27   | Toyotsu                  | 豊津           | 4,9           |                                                         | Yukuhashi    |
| HC26   | Shin-Toyotsu             | 新豊津         | 5,8           |                                                         | Miyako       |
| HC25   | Higashi-Saigawa-Sanshirō | 東犀川三四郎   | 8,2           |                                                         | Miyako       |
| HC24   | Saigawa                  | 犀川           | 9,7           |                                                         | Miyako       |
| HC23   | Sakiyama                 | 崎山           | 12,4          |                                                         | Miyako       |
| HC22   | Genjiinomori             | 源じいの森     | 15,8          |                                                         | Aka          |
| HC21   | Yusubaru                 | 油須原         | 16,9          |                                                         | Aka          |
| HC20   | Aka (ja)                 | 赤             | 18,4          |                                                         | Aka          |
| HC19   | Uchida                   | 内田           | 20,7          |                                                         | Aka          |
| HC18   | Kakishita-Onsen-Guchi    | 柿下温泉口     | 22,5          |                                                         | Kawara       |
| HC17   | Magarikane               | 勾金           | 23,6          |                                                         | Kawara       |
| HC16   | Kamiita                  | 上伊田         | 24,9          |                                                         | Tagawa       |
| HC15   | Tagawa-Ita               | 田川伊田       | 16,1          | Heichiku : Ita (interconnexion) JR Kyushu : Hitahikosan | Tagawa       |